# Municipio de Drakesville
El municipio de Drakesville (en inglés: Drakesville Township) es un municipio ubicado en el condado de Davis en el estado estadounidense de Iowa. En el año 2010 tenía una población de 481 habitantes y una densidad poblacional de 15,37 personas por km².

## Geografía
El municipio de Drakesville se encuentra ubicado en las coordenadas 40°47′39″N 92°29′22″O / 40.79417, -92.48944. Según la Oficina del Censo de los Estados Unidos, el municipio tiene una superficie total de 31.3 km², de la cual 31,16 km² corresponden a tierra firme y (0,46 %) 0,14 km² es agua.

## Demografía
Según el censo de 2010, había 481 personas residiendo en el municipio de Drakesville. La densidad de población era de 15,37 hab./km². De los 481 habitantes, el municipio de Drakesville estaba compuesto por el 99,38 % blancos y el 0,62 % eran de una mezcla de razas. Del total de la población el 0,21 % eran hispanos o latinos de cualquier raza.